# Roberto Canessa
Roberto Jorge Canessa Urta (Montevideo, 17 gennaio 1953) è un ex rugbista a 15 e politico uruguaiano, uno dei sedici superstiti del disastro aereo delle Ande nel quale fu coinvolta la squadra di rugby dell'Old Christians di Montevideo. Oltre a essere un rugbista a 15 internazionale per l'Uruguay, è divenuto in seguito cardiologo pediatra. Si è impegnato anche in politica, fino a concorrere alla presidenza del Paese nelle elezioni del 1994.

## Biografia
Di origini italiane, il nonno paterno Cesare Canessa lasció Rapallo nel 1850 per recarsi a Montevideo, come molti suoi conterranei, in cerca di fortuna. All'epoca del disastro aereo sulle Ande aveva 19 anni ed era uno studente di medicina. Era fidanzato con Laura Surraco, figlia di un medico. In virtù della sua prestanza fisica e del temperamento risoluto, i suoi compagni lo chiamavano muscolo. Fu anche il primo dei sopravvissuti a suggerire di alimentarsi con la carne dei compagni di viaggio deceduti, rompendo così un forte tabù e mangiando lui stesso il primo boccone. Canessa, assieme a Fernando Parrado, decise di intraprendere una traversata delle Ande, che durò 10 giorni, per cercare aiuto.

### Dopo l'incidente
In seguito Canessa rivelò che era stato il pensiero di sua madre e della sua fidanzata Laura a convincerlo alla decisione di intraprendere la traversata delle Ande, in cerca di soccorsi. Sposò poi Laura, con la quale ebbe tre figli (due maschi e una femmina), e divenne cardiologo.
Continuò a giocare a rugby, vestendo otto volte la maglia della nazionale uruguayana di rugby a 15 e venendo convocato per il tour del 1980 in Sudafrica della selezione sudamericana di rugby. Nel film Alive - Sopravvissuti del 1993, Canessa venne interpretato dall'attore Josh Hamilton, mentre in La società della neve del 2023 da Matías Recalt.

### Attività politica
Canessa fu candidato alle elezioni presidenziali dell'Uruguay del 1994, vinte, in quell'occasione, da Julio María Sanguinetti. Nella competizione elettorale Canessa ottenne lo 0,08% dei voti